# Chlorid vápenatý
Chlorid vápenatý (CaCl2, v potravinářství E509) je bílá, jemně krystalická až práškovitá látka. Je velice hygroskopický, na vzduchu přechází nejprve v dihydrát, poté v tetrahydrát a hexahydrát. Je rozpustný ve vodě, methanolu, ethanolu a acetonu.
Lze jej připravit reakcí uhličitanu vápenatého (vápence) a kyseliny chlorovodíkové nebo reakcí oxidu vápenatého s chloridem amonným
CaCO3 + 2 HCl → CaCl2 + H2O + CO2
CaO + 2 NH4Cl → CaCl2 + 2 NH3 + H2O

## Fyzikálně-chemické vlastnosti

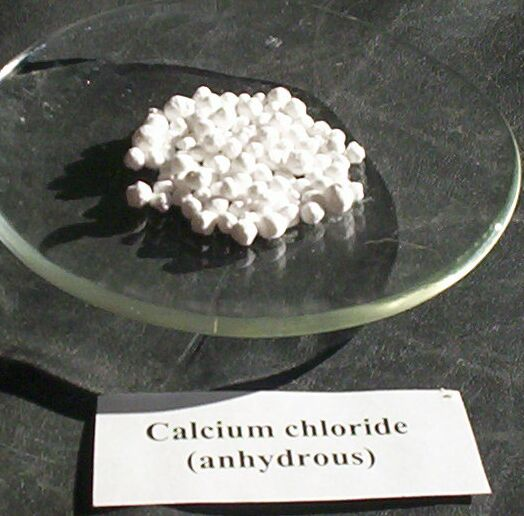
Bezvodý chlorid vápenatý

Chlorid vápenatý se velmi dobře rozpouští ve vodě. Bezvodý se rozpouští za uvolňování velkého množství tepla a voda se zahřívá (uvolňuje se hydratační teplo), zatímco hexahydrát naopak teplo spotřebovává a voda se ochlazuje (tuto vlastnost má také například thiosíran sodný). Dále se chlorid vápenatý dobře rozpouští v ethanolu a methanolu, nepatrně také v acetonu a glycerolu.
Bezvodý chlorid vápenatý poutá velmi silně vzdušnou vlhkost ze vzduchu za vzniku hydrátu a řadí se tak mezi hygroskopické látky.
Elektrolýzou taveniny chloridu vápenatého lze připravit kovový vápník a plynný chlor.
CaCl2 (l) → Ca (s) + Cl2 (g)

## Využití
Bezvodý chlorid vápenatý se používá jako sušicí činidlo do exsikátoru pro látky, které slabě vážou vodu. Směs ledu a hexahydrátu chloridu vápenatého v hmotnostním poměru 1:1,5 dosahuje teploty −49 °C, proto se používá jako chladicí směs do chladicích lázní. 30% vodný roztok chloridu vápenatého tuhne při teplotě −55 °C, proto se využívá pro ochranu uhlí, hornin a jiných sypkých materiálů před zamrzáním.
Roztokem CaCl2 (koncentrace závisí na povětrnostních podmínkách) se při zimní údržbě komunikací při větších mrazech zkrápí posypové soli na bázi NaCl při posypu vozovek technologií „vlhčené soli“ (při slabších mrazech se sůl vlhčí jen roztokem NaCl). CaCl2 pro posyp byl v roce 2001 asi 6× dražší než posypová sůl NaCl, má však rychlejší účinek a působí do nižší teploty. Podle švédských výzkumů však více narušuje beton, a proto Švédsko od jeho užívání zcela ustoupilo.[zdroj?] Eutektický bod vodního roztoku s ideální koncentrací asi 30 % je −50 °C, pro běžné potřeby zimního ošetřování komunikací je chlorid vápenatý velmi účinný až do −35 °C (chlorid sodný jen do zhruba −5 °C, maximálně −7 °C). Při údržbě silniční sítě v ČR v sezóně 2000/2001 tvořil podíl CaCl2 necelá 2 % z použité posypové soli.
V potravinářském a farmaceutickém průmyslu se používá jako látka upravující pH, protispékavá a zpevňující látka, dále slouží k výrobě doplňků stravy a dialyzačních a infúzních roztoků. V ČR je používání chloridu vápenatého povoleno v nezbytném množství ke všem potravinám s výjimkou dětské výživy. V USA je používání této látky povoleno.